# Jean Monnet (directeur de théâtre)
Pour les articles homonymes, voir Jean Monnet et Monnet.
Jean Monnet est un directeur de théâtre français né à Condrieu le 7 septembre 1703 et mort à Paris en 1785.

## Biographie
Fils de boulanger, orphelin à l'âge de huit ans, il est recueilli par son oncle et passe au service de la duchesse de Berry à l'âge de quinze ans.
En 1743, il obtient la direction de l'Opéra-Comique.
Il est l'auteur de mémoires, très instructifs sur la vie théâtrale du XVIIIe siècle, qu'il a fait paraître sous le titre Supplément au Roman comique, ou Mémoires pour servir à la vie de Jean Monnet, ci-devant Directeur de l'Opéra-Comique à Paris, de l'Opéra de Lyon, & d'une Comédie Françoise à Londres, Londres, 1772, 2 vol. En 1908, Henri d'Alméras en a donné une réédition, avec introduction et notes lire en ligne sur Gallica.

## Œuvres
- Les Soupers de Daphné et les Dortoirs de Lacédémone, roman, Oxford (Paris), 1740.
- Anthologie françoise, ou Chansons choisies, depuis le XIIIe siècle jusqu'à présent, Paris, 1765, 3 vol.
- Les Mœurs légères au XVIIIe siècle. Mémoires, 286 p., Paris, Louis-Michaud, (s.d.)
- Le Chirurgien anglais, comédie-parade, avec Charles Collé, Londres, Paris, Lyon, 1748 lire en ligne sur Gallica.
- L'Inconséquente, ou le Fat dupé, comédie en un acte et en prose, avec l'air noté, 56 p., Paris, Cailleau, 1787.
- Projet pour l'établissement d'un opéra italien dans la ville de Londres, par M. Monnet, in-8°, 8 p.
- Supplément au Roman comique [de Scarron], ou Mémoires pour servir à la vie de Jean Monnet,... écrits par lui-même, 2 parties en 1 vol. in-12°, portrait, Londres, 1772. Réédité par Henri d'Alméras, Mémoires, 285 p. « Les mœurs légères au 18e siècle », Paris, L. Michaud, [1908].